# Medicina narrativa
La medicina narrativa es un enfoque médico que utiliza las narrativas de las personas en la práctica clínica, la investigación y la educación como una forma de promover la curación. Su objetivo es abordar las dimensiones relacionales y psicológicas que ocurren en conjunto con la enfermedad física, con un intento de lidiar con las historias individuales de los pacientes. Al hacer esto, la medicina narrativa tiene como objetivo no solo validar la experiencia del paciente, sino también fomentar la creatividad y la autorreflexión en el médico.

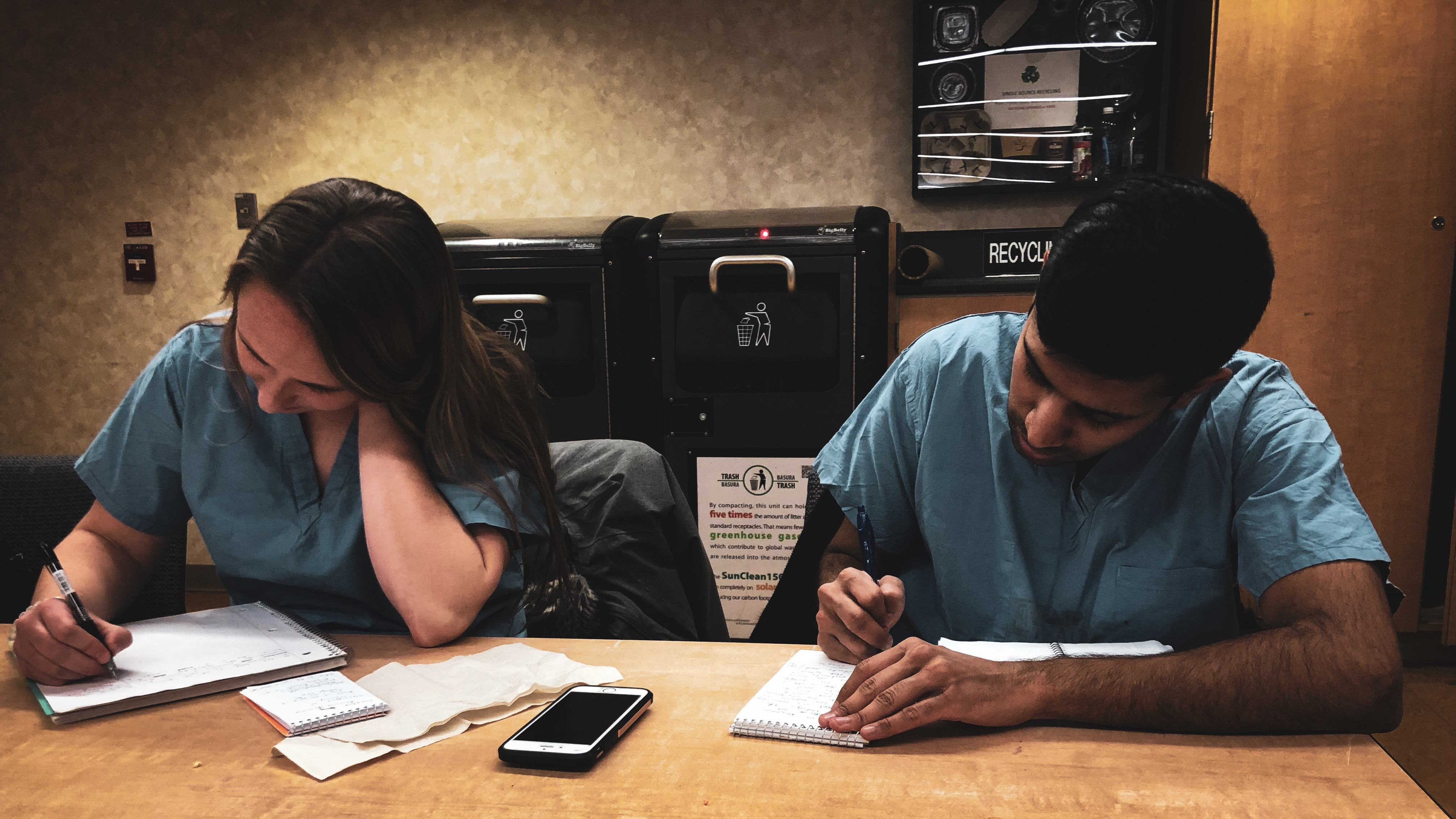
Dos estudiantes de primer año de medicina de la Lewis Katz School of Medicine escribiendo sus experiencias en el hospital en un diario.

## Historia
En 1910, la Carnegie Foundation for the Advancement of Teaching creó el informe Flexner, que se propuso redefinir las prácticas de educación médica. En este documento, se definió que el objetivo idóneo de la medicina es «intentar combatir la batalla contra la enfermedad». Flexner escribió que «el practicante trata con hechos de dos categorías. La química, la física y la biología le permiten aprender un conjunto; necesita un aparato aperceptivo y apreciativo diferente para lidiar con los otros elementos más sutiles. La preparación específica va en esta dirección mucho más difícil; uno debe confiar en la comprensión y la simpatía necesarias en una experiencia cultural variada y cada vez mayor». A finales del siglo XX, la aparición de la medicina narrativa se produjo como un esfuerzo por volver a enfatizar un aspecto de los elementos culturales más amplios de la medicina.
Desde la década de 1990, médicos como Rachel Naomi Remen y Rita Charon argumentaron que la práctica médica debería estructurarse en torno a las narrativas de los pacientes.

## Programas educativos
Varias escuelas de los Estados Unidos ofrecen clases avanzadas de medicina narrativa.
- La Universidad de Columbia ha desarrollado programas educativos para el campo de la medicina narrativa.
  - Educación interprofesional: La División de Medicina Narrativa del Centro Médico Irving de la Universidad de Columbia colabora con todos los programas clínicos del centro médico, además de liderar la programación de educación interprofesional.
  - Rondas y talleres: Además, la división organiza numerosos eventos y capacitaciones, que incluyen «rondas mensuales y talleres intensivos de fin de semana» para el público.
  - Maestría en Ciencias: La Universidad de Columbia creó el programa de Maestría en Ciencias en Medicina Narrativa en 2009, convirtiéndolo en el primer programa de posgrado dedicado estrictamente a la medicina narrativa.
  - Libro de texto: En 2016 se publicó el primer libro de texto de medicina narrativa: Los principios y la práctica de la medicina narrativa.
  - Programa de Certificación: En 2017, comenzó un Programa de Certificación en Medicina Narrativa en línea asincrónica.
- La Escuela de Medicina Lewis Katz tiene un Programa de Medicina Narrativa dirigido por Michael Vitez, periodista ganador del Pulitzer, y Naomi Rosenberg, médica de Medicina de Emergencia. Se lanzó en 2016. El objetivo del programa es proteger, apoyar y nutrir el humanismo que lleva a los médicos a la profesión, y enseñar las habilidades narrativas que ayudan en la cabecera y más allá. El programa tiene componentes curriculares y extracurriculares. La escritura reflexiva forma un componente importante del hilo de formación de identidad profesional en el plan de estudios de MD. Las materias optativas en humanidades médicas van desde la exploración de la medicina narrativa hasta la narración fotográfica y la actuación de improvisación. Los estudiantes también conciben y completan proyectos individuales o grupales para crédito electivo bajo la guía de la facultad. Las actividades extracurriculares incluyen una amplia gama de talleres de escritura y medicina narrativa, algunos dirigidos por estudiantes, para estudiantes, residentes y personal del hospital. «Narrative Medicine Talks» es una serie de oradores regulares, y el programa organiza Story Slams de otoño y primavera para la Escuela de Medicina Lewis Katz y la Comunidad del Hospital Temple. El 7 de diciembre de 2019, LKSOM organizó su Conferencia inaugural de Medicina Narrativa.
- Montefiore Medical Center es el centro médico académico y el Hospital Universitario de la Facultad de Medicina Albert Einstein. Este centro médico creó un programa en Medicina Narrativa como un subconjunto del Departamento de Medicina Familiar y Social. Los residentes de esta escuela asisten a programas en los que aprenden a usar la narrativa personal para mejorar la empatía, así como temas como el estrés, la pérdida y el equilibrio.
- El Instituto de Humanidades de la Universidad Estatal de Ohio también apoya la iniciativa multidisciplinaria de la medicina narrativa. Este programa se ejecuta simultáneamente con sus otros programas de pregrado y posgrado, donde los estudiantes «se esfuerzan por desarrollar una competencia narrativa que les permita brindar una atención que no solo sea más empática y compasiva, sino también más efectiva».
- La Facultad de Medicina de la Universidad de California en Irvine ha creado un Programa de Medicina Integrativa dentro del Departamento de Medicina Familiar.[5]

- En 2011, Western University creó la Iniciativa de Medicina Narrativa (NMI) y ha incorporado la medicina narrativa en los departamentos de pregrado, posgrado y educación médica continua. Trabajan para responder preguntas como «¿Cómo el arte de contar historias mejora la educación sanitaria y la experiencia de la atención al paciente?». Western realiza rondas de medicina narrativa periódicas (al menos una vez al año) en las que los pacientes y médicos locales comparten sus historias de enfermedades y dolencias, con un enfoque en cómo las historias mejorarán la capacidad del médico para manejar historias futuras.[6]
- La Universidad Lenoir-Rhyne ha establecido el Centro de Narrativa Thomas Wolfe, con el lema «Atender el llamado a la narrativa en un mundo fragmentado». Este programa ofrece cursos de posgrado y de certificación en varias disciplinas de formación narrativa, una de las cuales es la medicina narrativa.
- La Universidad de Saybrook adopta un enfoque amplio de la medicina narrativa a través de su programa de medicina cuerpo-mente. Esto busca aprobar el enfoque cuerpo-mente de la salud y el bienestar como una forma de mejorar la calidad de vida de los pacientes.
- La Misericordia University requiere un curso de medicina narrativa para todos los estudiantes de su especialidad en Medicina y Humanidades de la Salud.[7]

Este creciente campo de la medicina narrativa se extiende más allá de los Estados Unidos:
- El British Medical Journal comenzó a agregar sus propios seminarios de escritura para promover este tipo de narrativa en sus médicos emergentes.
- En la University of Southern Denmark, la medicina narrativa es un curso obligatorio a seguir para todos los estudiantes de medicina de pregrado.[8]

## Lectura complementaria
- Charon, Rita (2008). Narrative Medicine: Honoring the Stories of Illness, Oxford University Press.
- Charon, Rita et al. (2016). The Principles and Practice of Narrative Medicine, Oxford University Press.
- Greenhalgh, Trisha; editor (1998). Narrative Based Medicine, BMJ books.
- Hunter, Kathryn Montgomery (1991). Doctors' Stories: The Narrative Structure of Medical Knowledge, Princeton University Press.
- Launer, John (2018). Narrative-Based Practice in Health and Social Care: Conversations Inviting Change, 2nd Edition, Routledge.
- Marini, Maria Giulia (2016). Narrative Medicine: Bridging the Gap between Evidence-Based Care and Medical Humanities, Springer.
- Marini, Maria Giulia (2019). Languages of Care in Narrative Medicine: Words, Space and Time in the Healthcare Ecosystem, Springer.
- Mehl-Madrona, Lewis (2007).  Narrative Medicine: The Use of History and Story in the Healing Process, Bear & Company.
- Mehl-Madrona, Lewis (2010). Healing the Mind through the Power of Story: The Promise of Narrative Psychiatry, Bear & Company.
- Robertson, Colin; editor (2016). Storytelling in Medicine, Routledge.